# Whipped!
Whipped! är Faster Pussycats tredje album, utgivet 1992. 

## Låtlista
1. "Nonstop to Nowhere" - 6:58
2. "The Body Thief" - 4:57
3. "Jack the Bastard" - 4:08
4. "Big Dictionary" - 2:56
5. "Madam Ruby's Love Boutique" - 3:42
6. "Only Way Out" - 3:54
7. "Maid in Wonderland" - 5:05
8. "Friends" - 4:48
9. "Cat Bash" - 1:42
10. "Loose Booty" - 3:29
11. "Mr. Lovedog" - 6:30
12. "Out With a Bang" - 4:39
13. "Too Tight" (Bonus)
14. "Charge Me Up" (Bonus)